# Goran (Bułgaria)
Goran (bułg. Горан) – wieś w północnej Bułgarii, w obwodzie Łowecz, w gminie Łowecz. Święty sobór we wsi odbywa się 27 października.

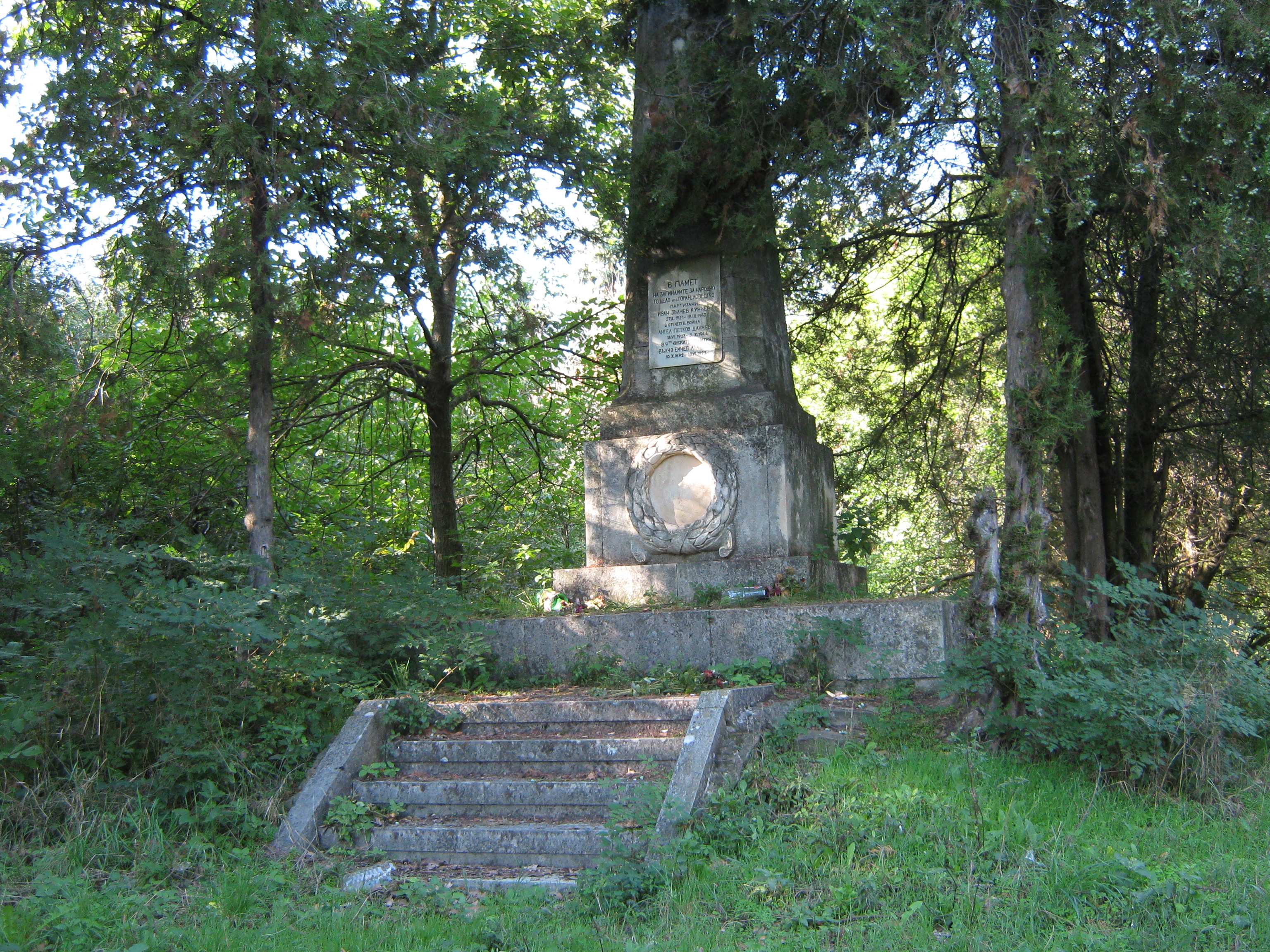
Pomnik
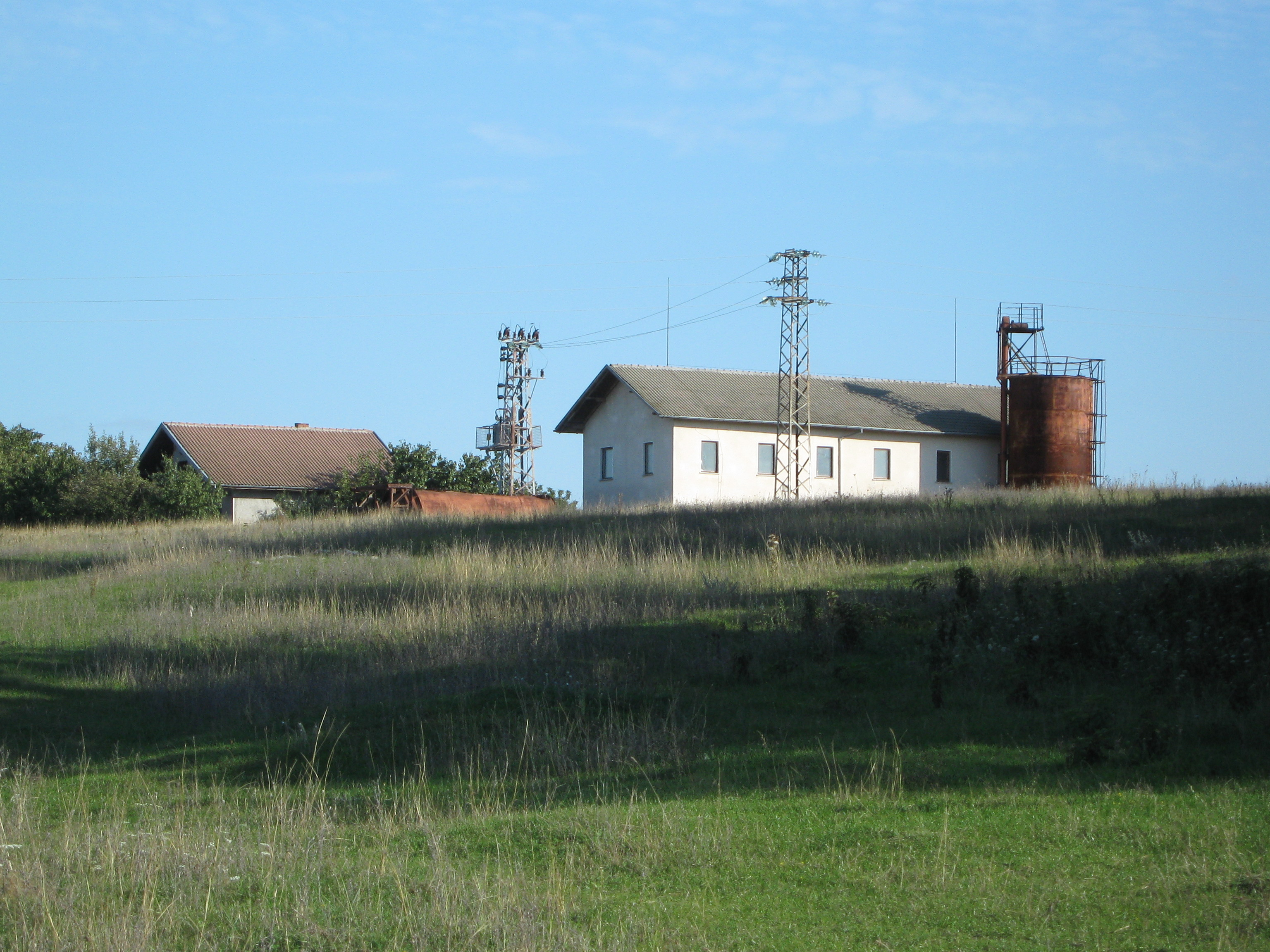
Młyn
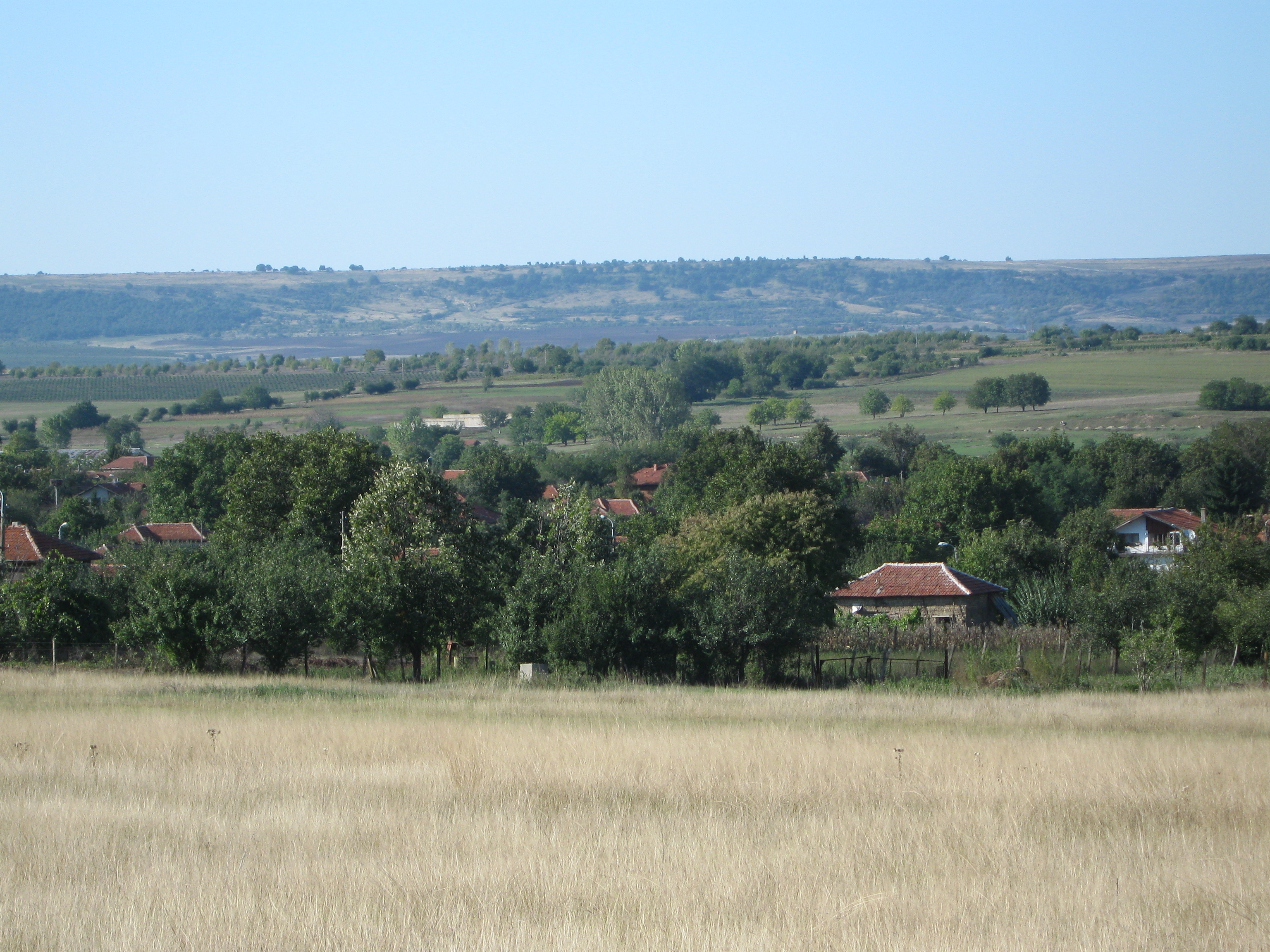
Widok na wieś
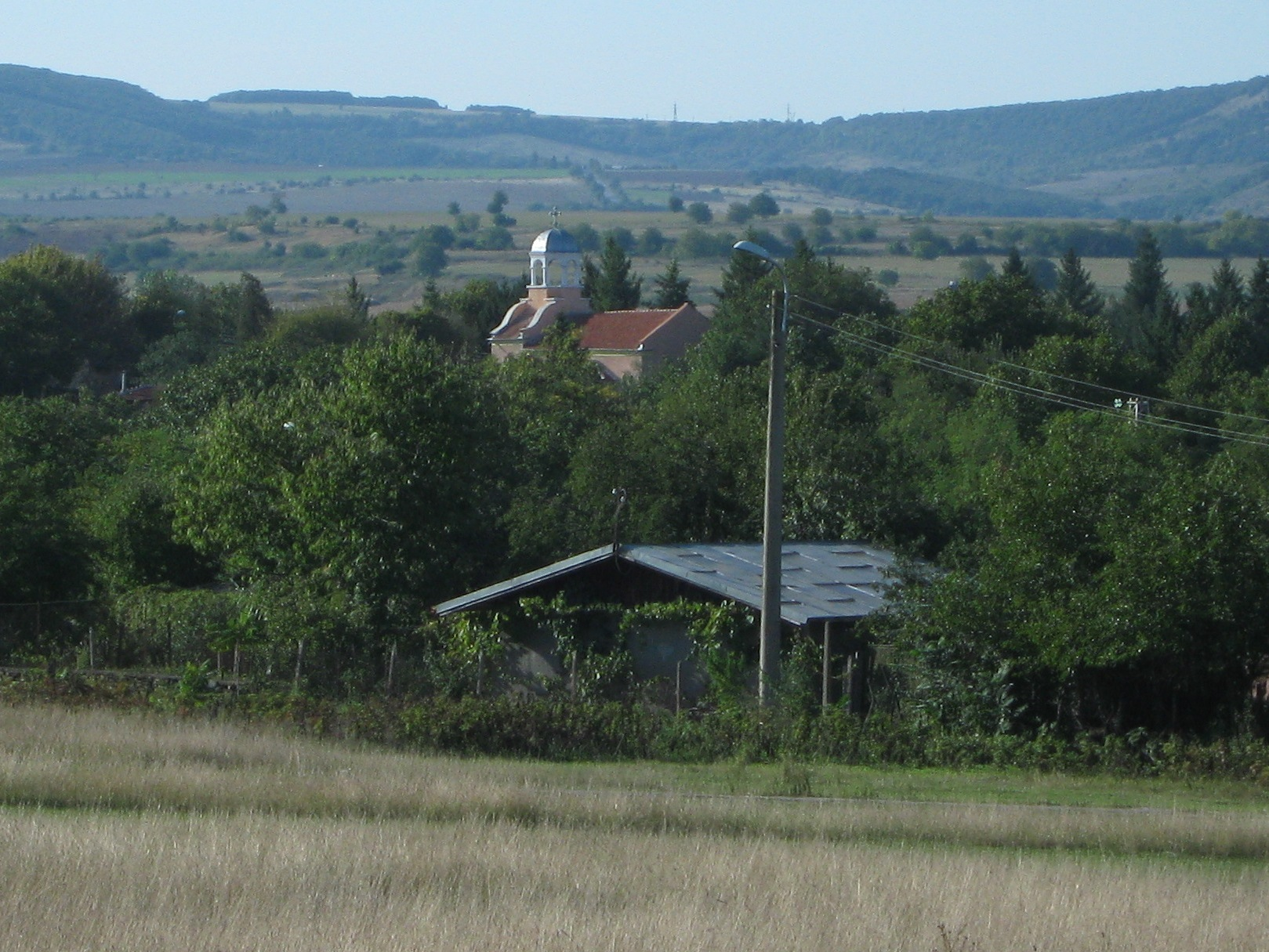
Cerkiew